# Пекинский трамвай
Пекинский трамвай — собирательное название двух трамвайных систем, действовавших в Пекине в разные периоды времени, и ретросистемы, действующей в настоящее время.

## История
Первая трамвайная система Пекина была открыта 24 июня 1899 года. Электрическая трамвайная линия длиной немногим более трёх километров (две мили) соединяла железнодорожный вокзал кит. упр. 马家堡, пиньинь Mājiāpù (нынешний Южный пекинский вокзал) с Южными воротами городских стен (永定门). Эта система просуществовала недолго, она прекратила действовать во время Боксёрского восстания в 1900 году и не восстанавливалась.
Вторая система пекинского трамвая открылась 14 декабря 1924 года и просуществовала до 6 мая 1966 года. В тридцатых годах протяжённость системы достигала 40 км, на ней использовалось 64 трамвая.
Третья система открылась в 2008 к Олимпиаде. Система работает использует Ионистор принцип и предназначена для туристов.
Линия Сицзяо открылась 30 Декабрь 2017 года.
Линия Ичжуан открылась 31 Декабрь 2020 года.